# Valentine Allorge
Valentine Selitsky Allorge (Yaroslavl, 1888 — 1977), mais conhecida por Valia Allorge, foi uma briologista de origem russa, membro da Sociedade Botânica da França, que se notabilizou no estudo da flora briológica da Península Ibérica.